# La Bandida
La Bandida é uma série de TV Mexicana produzida pela TV Azteca, desenvolvida pela Teleset, Sony Pictures e Televisión Azteca. É protagonizada pela atriz Sandra Echeverría, é dirigida por Mauricio Cruz e Rodrigo Ugalde, escrita por Carlos Quintanilla e Adriana Pelussi, e conta com a produção executiva de Andrés Santamaría. 
No Brasil está disponível no serviço de streaming Prime Video desde 2019.  
A série é baseada na história real de Graciela Olmos, uma traficante mexicana conhecida como "La Bandida". A história contará sua trajetória de vida desde criança quando foi para o orfanato, até ser adotada, passando por fases de extrema pobreza até se casar com um revolucionário que após lhe deixar viúva foi obrigada a roubar jóias, apostas e contrabando  principalmente bebidas. Graças a sua fortuna gerada pelo narcotráfico, criou um cabaré na cidade de Calle Durango de la Condesa, onde teve importantes clientes políticos, artistas, intelectuais, etcs.
Além de ser protagonizada por Sandra Echeverría, forma parte do elenco os atores: Albi De Abreu, Ianis Guerrero, Iván Arana, Julieta Grajales, também está presente no elenco da série o ator e cantor Christian Chavez.

## Elenco
| Ator              | Personagem               |
| ----------------- | ------------------------ |
| Sandra Echeverría | La Bandida               |
| Christian Chávez  | Samuel                   |
| Albi de Abreu     | -                        |
| Lanis Guerrero    | José/Lo Bandido          |
| Iván Arana        | -                        |
| Julieta Grajales  | Marina/La Bandida 2°fase |
| Elaine Haro       | -                        |
| Marcia Coutiño    | -                        |
| Julieta Grajales  | -                        |